# Gongylidioides angustus
Gongylidioides angustus là một loài nhện trong họ Linyphiidae.
Loài này thuộc chi Gongylidioides. Gongylidioides angustus được Tu & Li miêu tả năm 2006.